# Popel (Oborenský potok)
Der Popel (deutsch Aschbach) ist ein linker Nebenfluss des Oborenský potok (Spillendorfer Bach)  in Tschechien.

## Verlauf
Der Popel entspringt anderthalb Kilometer nordöstlich von Bruntál im Niederen Gesenke zwischen den Hügeln U Rozhledny (633 m n.m.) und Vlčí hora (616 m n.m.). Der Bach fließt auf dem größten Teil seines Laufs durch ein Waldgebiet nach Südosten  und wendet sich am Fuße des Aschewinkels (521 m n.m.) bei Oborná (Spillendorf) scharf gegen Nordost. Auf diesem Abschnitt wird der Popel von der Staatsstraße I/45  überquert und mündet nach fünfeinhalb Kilometern unterhalb von Oborná in den Oborenský potok.